# Санкхувасабха (район)
Санкхувасабха (непальск. सङ्खुवासभा जिल्ला) — один из 75 районов Непала. Входит в состав зоны Коси, которая, в свою очередь, входит в состав Восточного региона страны.
Граничит с районом Бходжпур (на юго-западе), районом Дханкута (на юге), районом Терхатхум (на юго-востоке), районом Тапледжунг зоны Мечи (на востоке), районом Солукхумбу зоны Сагарматха (на западе) и с Тибетским автономным районом КНР (на севере).
Население по данным переписи 2011 года составляет 158 742 человека, из них 75 225 мужчин и 83 517 женщин. По данным переписи 2001 года население насчитывало 159 203 человека.